# Mistrzostwa Azji w Maratonie 1990
Mistrzostwa Azji w Maratonie 1990 – zawody lekkoatletyczne na dystansie maratońskim, które odbyły się 18 marca 1990 w Seulu.
Były to drugie odrębne mistrzostwa Azji w maratonie, we wcześniejszych latach trzykrotnie (1973, 1975 oraz 1985) konkurencję tę rozgrywano w ramach mistrzostw Azji w lekkoatletyce.

## Rezultaty

### Mężczyźni
| Konkurencja:    | 1. miejsce  | Rezultat | 2. miejsce  | Rezultat | 3. miejsce   | Rezultat |
| Bieg maratoński | Kim Won-tak | 2:11:38  | Ryuji Kondo | 2:14:25  | Seon Jin-soo | 2:15:26  |

### Kobiety
| Konkurencja:    | 1. miejsce | Rezultat | 2. miejsce | Rezultat | 3. miejsce   | Rezultat |
| Bieg maratoński | Lee Mi-ok  | 2:37:16  | Kim Yen-ku | 2:37:26  | Eri Nagamine | 2:49:53  |